# Primera Conferència Tricontinental de l'Havana
La Primera Conferència Tricontinental de l'Havana, coneguda també com «La Tricontinental», va ser una trobada política internacional realitzada entre el 3 i el 15 gener de 1966 a l'Havana, Cuba. El congrés va comptar amb la participació de representacions de 82 nacions d'Àfrica, Àsia i Amèrica per a formar una aliança en contra del colonialisme i de l'imperialisme en les seves formes militar i econòmica. Marcant una extensió cap al continent americà de la Conferència de Bandung de 1955, trobada de la qual naixeria posteriorment en les ciències socials la teoria postcolonial.
Entre els objectius a aconseguir per la Tricontinental estaven la lluita per l'alliberament nacional i la consolidació de la independència i la sobirania nacional, el dret a l'autodeterminació dels pobles, el suport a la justa causa del poble cubà contra l'imperialisme ianqui, la denúncia de l'apartheid i la segregació racial, i la lluita a favor del desarmament i la pau mundial.
La Continental creà una forma global d'entendre i d'enfrontar l'imperialisme, entenent-la com una forma de dominació desterritorialitzada i descobrint-ne l'estreta relació amb l'opressió racial. Aquest moviment va anar creant també formes específiques d'art, especialment en el camp gràfic i cinematogràfic, a més de construir formes particulars de transmissió cultural, d'identitat i de subjectivitats encara vigents. A aquest fenomen se l'anomena «tricontinentalisme».
Entre els notables assistents a més de l'amfitrió, Fidel Castro, hi trobem: Salvador Allende de Xile, Amílcar Cabral de Guinea Bissaau i Cap Verd, el guatemalenc Luis Augusto Turcios Lima, el guyanès Cheddi Jagan, Pedro Medina Silva de Veneçuela, Nguyen Van Tien del Vietnam del Sud i l'uruguaià Rodney Arismendi. També es van donar a conèixer els transcendentals missatges de: Che Guevara, Ho Chi Minh, Kim Il-Sung, Zhou Enlai, Aleksei Kossiguin, Gamal Abdel Nasser, Houari Boumedienne i Julius Nyerere.